# Consell Muntanyès Autònom dels Gurkhes de Darjeeling

Bandera del G.N.L.F.

El Consell Muntanyès Autònom dels Gurkhes de Darjeeling (des del 16 de març del 2006 Consell de la Muntanya Gurkha -Gorkha Hill Council- o com originalment Consell de la Muntanya Gurkha de Darjeeling -Darjeeling Gorkha Hill Council) és un govern autònom que exerceix algunes competències sobre una part del districte de Darjeeling (subdivisions de Darjeeling Sadar, Kalimpong i Kurseong) a Bengala Occidental.
Inicialment es va formar per l'acord de pau que va posar fi a la guerra dels gurkhes per l'obtenció d'un estat separat, sota la bandera del Front d'Alliberament Nacional Gurkha, GNLF, dirigit per Subash Gishing. La seva creació fou acceptada el 10 de juliol de 1988 pel GNLF i el 22 d'agost de 1988 es va signar l'acord de pau establint el territori autònom (tractat de Calcuta). El nom inicial fou Darjeeling Gorkha Hill Council i estava format per 42 membres del que 28 eren elegits i la resta nomenats pel govern de l'estat. Les seves competències eren en matèries agrícoles, forestals, regadius, sanitat, turisme, obres públiques, carreteres, transports, enterraments i cremacions i prevenció sanitària.
Uno nou Consell fou aprovat pel govern de l'estat el 16 de març de 2006 i pel federal el 30 de novembre de 2007. Encara que bàsicament les competències eren les mateixes, s'ampliaven en algunes matèries i es discutia la inclusió a l'àmbit del consell de parts de la subdivisió de Siliguri.